# Anelytra propria
Anelytra propria är en insektsart som beskrevs av Andrej Vasiljevitj Gorochov 1994. Anelytra propria ingår i släktet Anelytra och familjen vårtbitare. Inga underarter finns listade i Catalogue of Life.